# مستشفى الملكة رانيا للأطفال
مستشفى الملكة رانيا العبد لله للأطفال أحد مستشفيات مدينة الحسين الطبية التابعة للقوات المسلحة الأردنية، ويعد مؤسسة جراحة الأطفال الأولى والمتخصصة في الأردن
يقدم المستشفى الخدمات الطبية للأطفال ابتداءا من عمر سنة واحدة وحتى 16 عاماً، كما أن المستشفى يستقبل مرضى الأطفال من الدول العربية الشقيقة.
حصد مستشفى الملكة رانيا العبد الله للأطفال على شهادة الاعتماد من مجلس اعتماد المؤسسات الصحية عام 2012. وفي 23 يناير(كانون الثاني) 2020 ، فاز المستشفى بجائزة المركز الأول للإبداع والإبتكار لمبادرة «مستشفى صديق للطفولة والمرونة النفسية»
يتميز المستشفى ب 22 تخصصا فرعيا لطب وجراحة الأطفال ويتعامل مع نحو 700 حالة مرضية يوميا (حسب إحصاء عام 2013)  ويجري نحو 25 عملية جراحية يوميا بما يزيد على 6 الاف عملية سنويا لمختلف تخصصات جراحة الاطفال، وزراعة 170 قوقعة و38 عملية زراعة كُلى (حسب إحصاء عام 2013) 

## الطوابق ومحتويات المستشفى
يتكون المستشفى من ستة طوابق، ويرتبط بنفق أرضي للمشاة مع مستشفى مدينة الحسين الطبية، وتم تخصيص طابق التسوية ليكون وحدة طوارئ عام وأطفال بسعة 60 سريرا، ويحتوي الطابق الارضي على قاعات استقبال ومستشفى يومي وقسم العمليات والأشعة ومكاتب الإدارة. في الطابقين الأول والثاني توجد غرف المرضى والعيادات، وفي الطابق الثالث توجد وحدة العناية المركزة، أما الطابق الربع فقد خُصص للخدمات.
صمم المستشفى ليلائم طبيعة المكان المناسبة للأطفال فتم طلاء الجدران بألوان الطبيعة، فطابق التسوية يأخذ لون الأرض البني، والطابق الأرضي له طلاء بلون البحر الازرق، والطابق الأول يعكس ألوانا مستوحاه من الحيوانات، والثاني من النباتات، والثالث من السماء.

## تخصصات العيادات والأقسام المتاحة
يشمل المستشفى على 22 تخصص منها:-
- مركز متخصص للعيون.
- الأورام السرطانية
- عيادة الجروح والفتحات الجانبية.
- عيادات جراحات الأسنان قسم زراعة النخاع العظمي للأطفال.
- أمراض نقص المناعة الوراثية.
- قسم الخداج وحديثي الولادة.
- أمراض الأيض والاستقلاب.
- أمراض المفاصل.
- قسم غسيل كلى.
- جراحة المنظار.
- زراعة أعضاء مثل الكلى والقوقعة [5][11]

## الإنجازات
وفي عام 2018 تم اكتشاف طفرات جينية جديدة عالمياً لمرض نقص المناعة عند الأطفال في المستشفى بالتعاون المشترك مع مختبر الأبحاث الوراثية في ألمانيا وجامعتي اليرموك وفيلادلفيا، وجاء اكتشاف هذه الطفرات الجينية نتيجة قيام الأطباء وأساتذة الجامعات بإجراء دراسة علمية طبية على الأطفال والآباء والآمهات ممن يعانون من نقص المناعة في مستشفى الملكة رانيا العبد الله للأطفال.